# Asplenium eatonii
Asplenium eatonii är en svartbräkenväxtart som beskrevs av Dav. Asplenium eatonii ingår i släktet Asplenium och familjen Aspleniaceae. Inga underarter finns listade.